# Penn Wynne (Pennsylvanie)
Penn Wynne est une census-designated place du comté de Montgomery, en Pennsylvanie, aux États-Unis.

## Géographie
Penn Wynne se trouve au nord-est des États-Unis, dans le sud-est de l'État de Pennsylvanie, au sein du comté de Montgomery, dont le siège de comté est Norristown. Ses coordonnées géographiques sont 39° 59′ 02″ N, 75° 16′ 28″ O.

## Démographie
Au recensement de 2010, sa population était de 5 697 habitants.